# 韋昭度
韋 昭度（い しょうど、生年不詳 - 895年）は、唐代の官僚・政治家。字は正紀。本貫は京兆府万年県。

## 経歴
韋逄と楊虞卿の娘のあいだの子として生まれた。山南西道節度使の韋綬（韋鐬と中宗の娘の永寿公主のあいだの子の韋友信の子）の孫にあたる。咸通8年（867年）、進士に及第した。乾符年間、尚書郎・知制誥に累進し、中書舎人に任じられた。広明元年（880年）、僖宗に従って成都に避難し、兵部侍郎・翰林学士承旨に任じられた。中和元年（881年）、知礼部貢挙をつとめた。本官のまま同中書門下平章事（宰相）となった。中書侍郎となり、礼部尚書を兼ねた。中和2年（882年）、吏部尚書を兼ねた。中和3年（883年）、門下侍郎となった。中和4年（884年）、尚書左僕射を加えられた。光啓元年（885年）、司空に進んだ。光啓3年（887年）3月、司徒となった。8月、太保となり、侍中を兼ねた。
文徳元年（888年）、昭度は中書令を兼ね、岐国公に封じられた。検校司徒・成都尹・剣南西川節度・剣南両川招討制置等使となり、成都に赴任しようとしたが、前任の陳敬瑄が交代を受け入れなかった。昭度は剣南東川節度使の顧彦朗や閬州刺史の王建と協力して陳敬瑄を討った。昭度は行営招討使をつとめたが、年末になっても漢州を落とすにとどまった。王建が長安に帰るよう昭度に勧めたため、昭度はこれに従って病と称して退任を願い出た。龍紀元年（889年）、昭度は長安に帰ると、検校司空となり、東都留守をつとめた。
景福2年（893年）冬、宰相の杜譲能が殺害されると、昭度は司徒となり、門下侍郎を兼ねて、再び同平章事（宰相）に列した。太傅となった。ときに朝廷では宰相の崔昭緯と李磎が対立しており、昭度は李磎に近しい者とみなされた。先立って邠寧節度使の王行瑜が尚書令の地位を求めたが、昭度は郭子儀なみの功績がないとその前例がないとして、退けるよう上奏した。このため王行瑜に恨まれた。乾寧2年（895年）5月、王行瑜と鳳翔節度使の李茂貞および鎮国軍節度使の韓建の兵が入朝して、昭度と李磎の姦悪を訴え、排斥するよう求めた。制勅が行われないうちに、昭度は都亭駅で三鎮の兵に殺害された。王行瑜が殺害されると、昭度はその官爵をもどされて、その家郷に葬られた。太尉の位を追贈された。

## 伝記資料
- 『旧唐書』巻179 列伝第129
- 『新唐書』巻185 列伝第110